# Vyacheslav Podberyozkin
Vyacheslav Mikhailovich Podberyozkin (Moscou, 21 de junho de 1992) é um futebolista profissional russo que atua como meia.

## Carreira

### FC Lokomotiv Moscow
Vyacheslav Podberyozkin se profissionalizou no Lokomotiv Moscow, em 2011.

### Rubin Kazan
Vyacheslav Podberyozkin se transferiu para o Rubin Kazan, em 2018.